# 走井盛秀
走井 盛秀（はしりい もりひで）は、戦国時代の武将。官途は備前守。

## 概要
走井氏は河内国茨田郡走井荘の国人で、畠山氏の家臣で河内国の守護代を務めた遊佐氏の被官（内衆）であった家。「観心寺文書」には、永正年間（1504年〜1521年）に走井康秀の名前が見える。
天文20年（1551年）5月には河内守護代・遊佐長教が暗殺され、河内国支配の主導権を巡り、萱振氏（萱振賢継）、鷹山氏（鷹山弘頼）、野尻氏、中小路氏、田川氏、吉益氏が粛清されているが、これは盛秀と安見宗房、丹下盛知が協力して行ったものであった。3人は遊佐太藤を長教の後継者として擁立した。なお、安見宗房が河内守護代となったとする俗説があるが、これは史料的に証明されておらず、実際の家格は盛秀・盛知と同格かそれ以下であった。また、同時期に子供2人が死去したという。
その後も安見宗房と協力して、河内国高屋城を拠点として河内国を三好長慶と争った。